# Église Saint-Jean-Baptiste de Lourties
 (août 2020).
Si vous disposez d'ouvrages ou d'articles de référence ou si vous connaissez des sites web de qualité traitant du thème abordé ici, merci de compléter l'article en donnant les références utiles à sa vérifiabilité et en les liant à la section « Notes et références ».
L'église Saint-Jean-Baptiste de Lourties est une église catholique située à Lourties-Monbrun, dans le département français du Gers en France.

## Présentation
L'église a été construite entre la fin du XIIIe siècle et le début du XIVe siècle. Au XVIIIe siècle son plafond est surélevé de deux mètres. Outre son clocher-mur à deux ouvertures pour les cloches, l'église comprend une nef centrale, un chœur pentagonal, une chapelle au nord vouée au culte de la Vierge et une autre au sud dédiée à sainte Anne.
Le mobilier de l'ancienne église Saint-André de Monbrun (désaffectée depuis 1953, l'église a été vendue à un particulier et transformée en habitation) a été transféré dans cette église.

## Mobilier
Plusieurs objets sont référencés dans la base Palissy.
Sont classés au titre objet des monuments historiques :
- La statue d'une piétà en bois plolychrome datant du XVIe siècle[2].

Sont inscrits à l'inventaire des monuments historiques :
- Un tableau de la crucifixion datant du XVIIIe siècle[3].
- Un tableau de Marie lisant des psaumes avec ses parents datant du XVIIIe siècle[4].
- Une statue de saint André en bois doré datant du XVIIe siècle[5].
- Un tableau de Notre-Dame du Rosaire datant du début du XIXe siècle[6].

## Description

### Intérieur

#### La nef et le chœur
À gauche de la nef, la chapelle de la Vierge Marie et la chaire, à droite, la chapelle sainte-Anne.

## Galerie

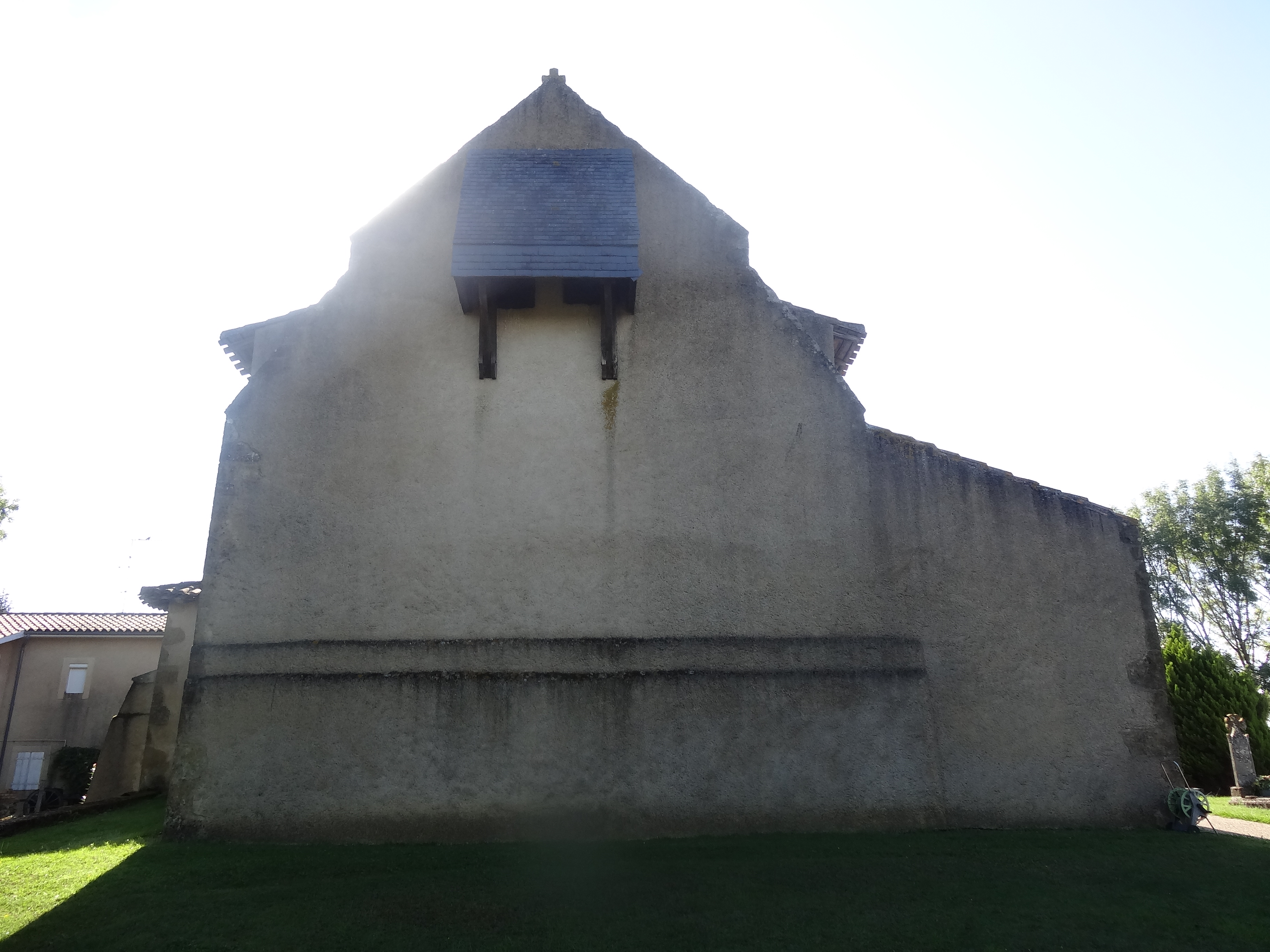
Le clocher-mur protégé par un toit.
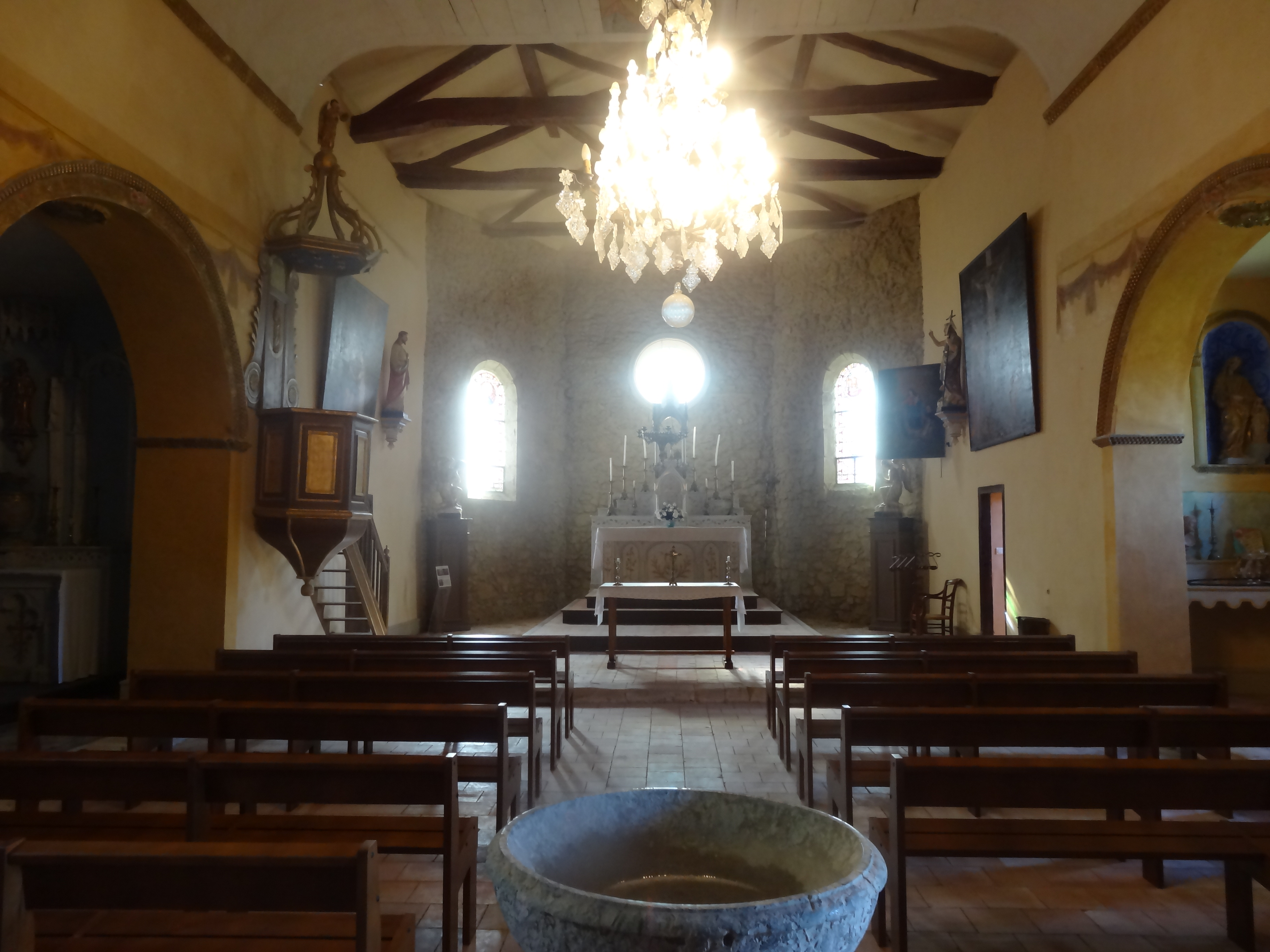
La nef et le chœur. Au premier plan, le bénitier d'entrée
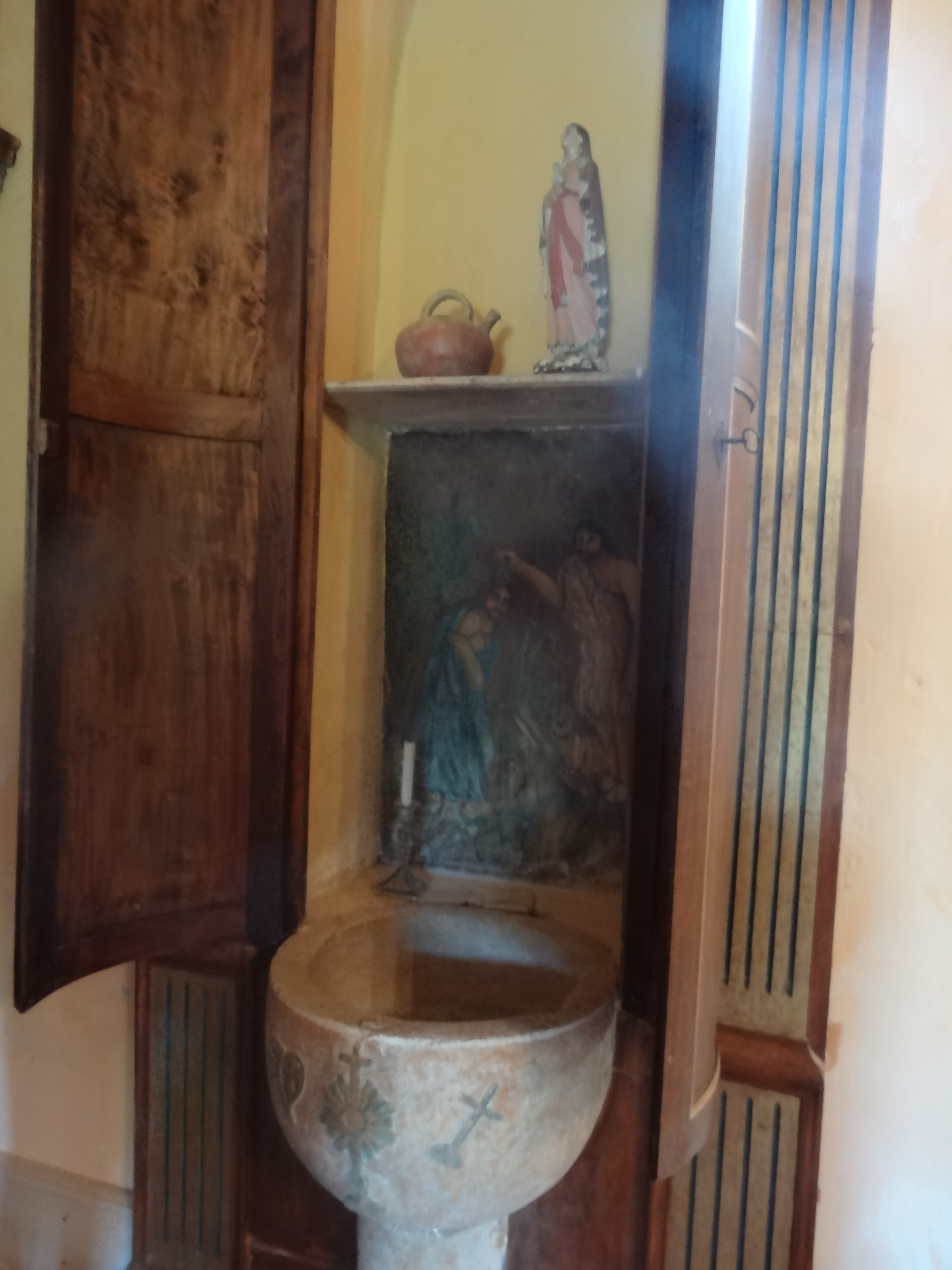
Le baptistère
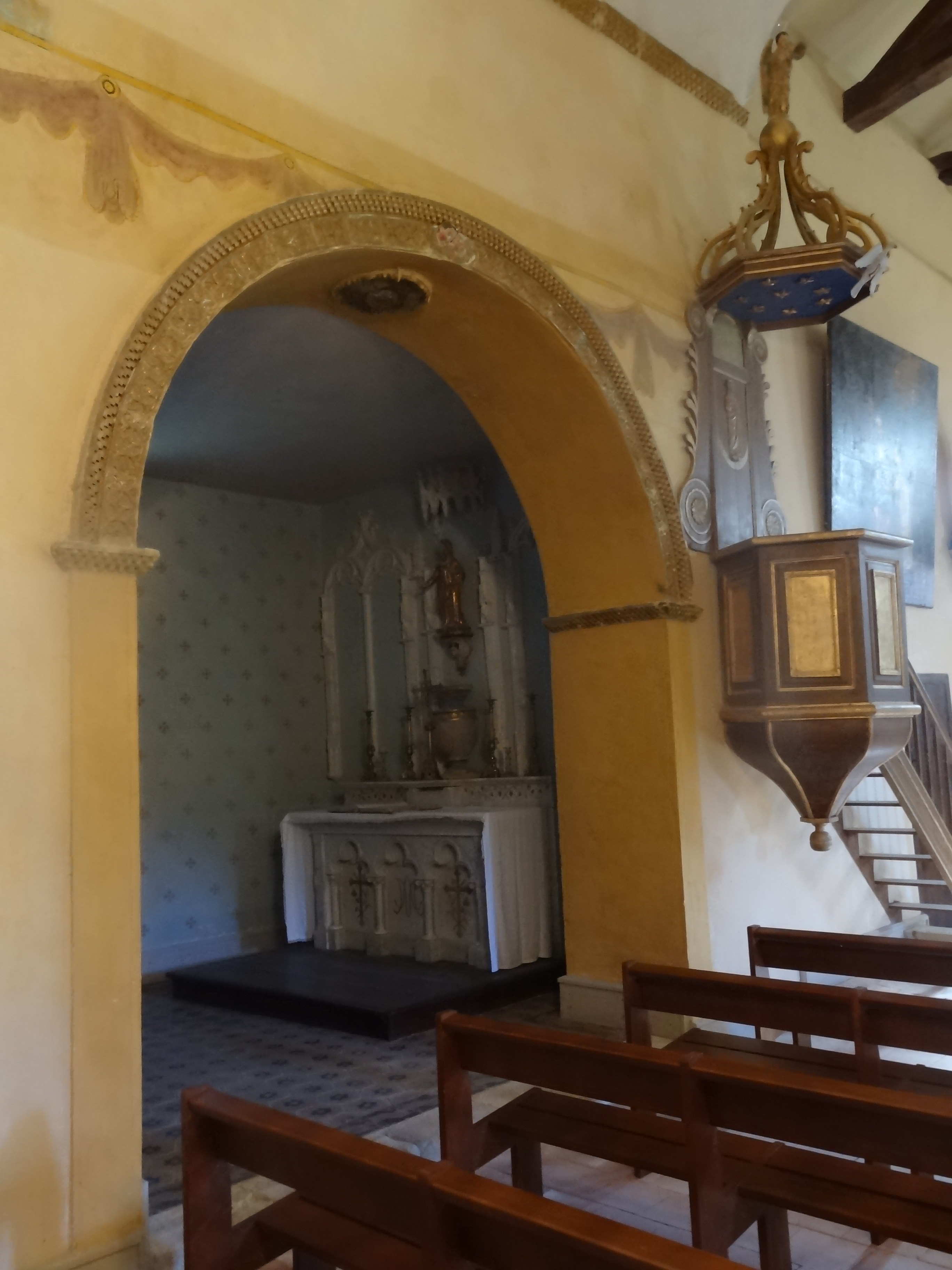
La chapelle de la Vierge Marie avec l'autel en marbre blanc et une statue de la Vierge à l'Enfant dorée. À droite la chaire